# Función rampa
La función rampa es una función elemental real de un solo argumento, continua y diferenciable en todo su dominio excepto en un punto (inicio de la rama) fácilmente computable a partir de la función mínimo o la función valor absoluto.
Las principales aplicaciones prácticas de esta función se dan en ingeniería (procesamiento digital de señales, plasticidad, etc.). El término "función rampa" se debe a la forma de su representación gráfica.

## Definición
La función rampa (denotada de diferentes maneras en la literatura científica: {\displaystyle {\mbox{rampa}}(\cdot ),R(\cdot ),\langle \cdot \rangle })
Y que se define de esta forma:
{\displaystyle {\begin{array}{rccl}{\mbox{rampa}}:&\mathbb {R} &\to &\mathbb {R} \\&x&\to &y={\mbox{rampa}}(x)\end{array}}}
Puede definirse de diferentes maneras equivalentes:
1. {\displaystyle {\mbox{rampa}}(x):={\begin{cases}0&x<0\\x&x\geq 0\end{cases}}}
2. {\displaystyle {\mbox{rampa}}(x):={\frac {x+|x|}{2}}} (en términos de la función valor absoluto)
3. {\displaystyle {\mbox{rampa}}(x):=\max(x,0)\,} (en términos de la función máximo)
4. {\displaystyle {\mbox{rampa}}(x):=xH(x)\,} (en términos de la función unitaria de Heaviside)

Algunas formas menos elementales de definirla son:
1. {\displaystyle {\mbox{rampa}}(x):=\int _{-\infty }^{x}H(\xi )\,\mathrm {d} \xi } (primitiva de la función unitaria de Heaviside)
2. {\displaystyle {\mbox{rampa}}(x):=H\left(x\right)*H\left(x\right)} (producto de convolución)

## Propiedades analíticas

### No-negativa
En todo su dominio de definición, la función rampa es no-negativa (positiva o cero)

{\displaystyle \forall x\in \mathbb {R} :{\mbox{rampa}}(x)\geq 0}

y, por tanto, coincide con su valor absoluto:

{\displaystyle \left|{\mbox{ramp}}(x)\right|={\mbox{rampa}}(x)}

### Derivada
Su derivada (en el sentido de la teoría de distribuciones) es la función unitaria de Heaviside:

{\displaystyle {\mbox{rampa}}'(x)=H(x)={\frac {\mathrm {sgn} (x)+1}{2}}\,}

A su vez la función unitaria de Heaviside puede escribirse en términos de la función signo (las igualdades anteriores son ciertas en el sentido de las distribuciones).

### Convexa
La función rampa es una función convexa ya que:

(*){\displaystyle {\text{rampa}}(tx+(1-t)y)\leq t\ {\text{rampa}}(x)+(1-t){\text{rampa}}(y).}

para cada t en [0,1]. Esto puede demostrarse procediendo por casos, es decir, se consideran los casos (a) x > 0 e y > 0, (b) x > 0 e y ≤ 0, (c) x ≤ 0 e y > 0 y (d) x ≤ 0 e y ≤ 0. En los casos (a) y (d) se cumple la igualdad en (*) cuando t en (0,1), mientras que en los casos (b) y (c) se tiene una desigualdad estricta (ya que t y (1 - t) son siempre números positivos.

### Transformada de Fourier
La transformada de Fourier de la función rampa viene dada por:

{\displaystyle {\mathcal {F}}\left\{{\mbox{rampa}}(x)\right\}(f):=\int _{-\infty }^{\infty }{\mbox{rampa}}(x)e^{-2\pi ifx}dx={\frac {i\delta '(f)}{4\pi }}-{\frac {1}{4\pi ^{2}f^{2}}}}

Donde δ(x) es la delta de Dirac (en esta fórmula, aparece su derivada).

### Transformada de Laplace
La transformada de Laplace de {\displaystyle {\mbox{ramp}}(x)} coincide con la transformada de 
{\displaystyle f(x)=x} ya que para {\displaystyle x\in \mathbb {R} ^{+}} ambas funciones coinciden:

{\displaystyle {\mathcal {L}}\left\{{\mbox{rampa}}\left(x\right)\right\}(s)=\int _{0}^{\infty }e^{-sx}{\mbox{rampa}}(x)dx={\frac {1}{s^{2}}}}

## Propiedades algebraicas

### Invariancia de la función
La función rampa es idempotente, lo cual significa que la composición consigo misma es idéntica a la función original

{\displaystyle {\mbox{rampa}}({\mbox{rampa}}(x))={\mbox{rampa}}(x)\,}

- Demostración: {\displaystyle {\mbox{rampa}}({\mbox{rampa}}(x))={\frac {{\mbox{rampa}}(x)+|{\mbox{rampa}}(x)|}{2}}={\frac {{\mbox{rampa}}(x)+{\mbox{rampa}}(x)}{2}}={\frac {2\ {\mbox{rampa}}(x)}{2}}={\mbox{rampa}}(x)}

donde se ha usado la propiedad de que la función coincide con su valor absoluto.

### Suma y producto
- La función rampa de una suma de puede expresarse como:

{\displaystyle {\mbox{rampa}}(x+y)={\begin{cases}x+y&x\geq 0,y\geq 0\\x-|y|&x\geq 0,y\leq 0,|x|\geq |y|\\y-|x|&y\geq 0,x\leq 0,|y|\geq |x|\\0&{\text{(otros casos)}}\end{cases}},\qquad {\mbox{rampa}}(x+y)={\begin{cases}x+y&x\geq 0,y\geq 0\\{\mbox{rampa}}(\max\{x,y\}-\min\{x,y\})&xy<0\\0&{\text{(otros casos)}}\end{cases}}}

- La función rampa de un producto puede expresarse como:

{\displaystyle {\mbox{rampa}}(xy)={\mbox{rampa}}(x\ {\mbox{sgn}}(y))|y|={\mbox{rampa}}(y\ {\mbox{sgn}}(x))|x|}

donde {\displaystyle {\mbox{sgn}}} denota a la función signo.